# Didier Ratsiraka

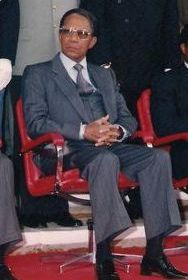
Didier Ratsiraka (2011)

Didier Ignace Ratsiraka (* 4. November 1936 in Vatomandry, Region Atsinanana; † 28. März 2021 in Antananarivo) war von 1975 bis 1993 und von 1997 bis 2002 Präsident von Madagaskar.

## Biografie
Ratsiraka war von 1972 bis 1975 Außenminister unter Gabriel Ramanantsoa. Auch als „Roter Admiral“ bekannt, kam er 1975 durch einen Putsch des Militärs an die Macht, errichtete im darauffolgenden Jahr eine sozialistische Regierung und gründete die Partei Vorhut der Madagassischen Revolution (FNDR). Im Jahre 1989 änderte er den Namen seiner Partei in Andry sy Rihana Enti-Manavotra an'i Madagasikara (AREMA; Säule und Fundament für das Heil Madagaskars). Als er in den Wahlen 1993 gegen Albert Zafy verlor, endete seine autokratische Regierung. Zafy wurde 1996 des Amtes enthoben und Ratsiraka erreichte sein politisches Comeback im Frühjahr 1997, als er die Präsidentschaftswahlen für AREMA gegen Zafy und Premierminister Norbert Ratsirahonana gewann.
Bei den Wahlen am 16. Dezember 2001 verlor der immer unbeliebter gewordene Präsident sehr knapp gegen den charismatischen Unternehmer und Bürgermeister von Antananarivo, Marc Ravalomanana. Ratsiraka wollte die Wahlen nicht akzeptieren und manipulierte zuvor die Wahlergebnisse über die Rechenzentren, über das Innenministerium und über den Verfassungshof massiv, um eine Stichwahl durchzuführen. Der zweite Wahldurchgang wurde aber abgesagt, da Ravalomanana nachweisen konnte, dass er über 50 % der Stimmen erhalten hatte. Ratsiraka wollte seine Niederlage trotzdem nicht anerkennen und stürzte in der Folge Madagaskar in einen Bürgerkrieg. Gegen Ende Februar hatte Ravalomanana die Kontrolle über die Hauptstadt Antananarivo, die schon immer seine Basis war, aber Ratsiraka kontrollierte den Großteil der Provinzen. Innerhalb weniger Monate konnte die Armee Ravalomananas die Oberhand gewinnen und drängte die irregulären Truppen Ratsirakas immer weiter in den Norden der Insel. – Laut Angaben von Midi Madagasikara, der größten Zeitung des Landes, hatte Ratsiraka Söldner aus Mauritius, Sri Lanka, Algerien, Griechenland, der Ukraine und Frankreich angeheuert, die über Südafrika ins Land kamen. Mit Hilfe der Privatmilitärs konnte Ratsiraka dann am 5. Juli 2002 nach Frankreich fliehen. Er lebte fortan im französischen Exil in Neuilly-sur-Seine bei Paris.
Die politische und juristische Aufarbeitung des Bürgerkrieges von 2002 dauerte Jahre. Gegen 375 Inhaftierte wurden Urteile ausgesprochen. Am 6. August 2003 wurde Didier Ratsiraka in Abwesenheit zu zehn Jahren Zwangsarbeit verurteilt. Seine Tochter Sophie Ratsiraka wurde am 30. Dezember 2003 zu fünf Jahren Gefängnis mit anschließendem 10-jährigen Aufenthaltsverbot für Madagaskar bestraft. Dabei wird von politischen Beobachtern darauf hingewiesen, „dass Sophie Ratsiraka der ‚eigentliche Kopf‘ in einem Graufeld von politischer und wirtschaftlicher Mafia, Unterwelt und Partei im Ratsiraka-Regime gewesen war und politische Ansprüche auf die Präsidentschaft stellte. Ihr Vater sollte im Grunde durch seine Kandidatur für eine weitere Amtsperiode nur die Brücke für ihre Machtübernahme bauen, um damit eine der in Entwicklungsländern nicht selten anzutreffenden ‚Raub-Dynastien‘ zu begründen.“
Didier Ratsiraka erhielt 2011 Amnestie, während sich Marc Ravalomanana im Exil in Südafrika befand und Andry Rajoelina die Übergangsregierung führte. Er reiste am 24. November 2011 erstmals aus dem Exil nach Madagaskar, um „gemeinsam an einer Lösung der Krise zu arbeiten“.
Sein Neffe Roland Ratsiraka (* 1966), ehemaliger Bürgermeister des wichtigsten Handelshafens des Landes, Toamasina, kandidierte bei den Präsidentschaftswahlen 2006 und 2013 und erreichte jeweils im ersten Wahlgang 9 Prozent der Stimmen, wobei er 2006 das drittbeste und 2013 das viertbeste Wahlergebnis unter den Präsidentschaftsmitbewerbern erlangte. Roland Ratsiraka war Minister für Infrastruktur (2014–2016) und Minister für Tourismus (2014–2018). Bei der Präsidentschaftswahl 2018 am 7. November traten sowohl der inzwischen 82-jährige Didier Ratsiraka (Kandidat No. 36) zur Wahl an als auch Roland Ratsiraka (Kandidat No. 21). Beide erhielten je rund 0,4 % der Stimmen.